# Coppa del Re 2005-2006
La Coppa del Re 2005-2006 fu la 102ª edizione del torneo. Fu vinta dall'Espanyol.

## Fase preliminare
Le partite furono giocate dal 13 al 21 agosto 2005.
- Real Unión
- Zamora CF

| Squadra 1           | Totale | Squadra 2      | Andata | Ritorno          |
| ------------------- | ------ | -------------- | ------ | ---------------- |
| Ceuta               | 1 - 1  | Algeciras      | 1 - 0  | 0 - 1 (10-9 dcr) |
| Gandía              | 1 - 5  | Villajoyosa    | 1 - 1  | 0 - 4            |
| Las Rozas           | 1 - 3  | Alcalá         | 0 - 2  | 1 - 1            |
| Rápido de Bouzas    | 1 - 2  | Rayo Vallecano | 1 - 0  | 0 - 2            |
| Valle de Egüés      | 2 - 5  | CD Logroñés    | 1 - 2  | 1 - 3            |
| Almansa             | 2 - 1  | Villanueva     | 1 - 0  | 1 - 1            |
| Águilas             | 4 - 2  | Leganés        | 2 - 0  | 2 - 2            |
| Universidad LPGC    | 0 - 1  | Las Palmas     | 0 - 0  | 0 - 1            |
| Portugalete         | 2 - 2  | Ponferradina   | 0 - 1  | 2 - 1            |
| Barakaldo           | 1 - 2  | Lemona         | 1 - 1  | 0 - 1            |
| Escobedo            | 0 - 4  | Real Oviedo    | 0 - 2  | 0 - 2            |
| Calahorra           | 1 - 6  | L'Hospitalet   | 1 - 3  | 0 - 3            |
| Barbastro           | 1 - 6  | Alcoyano       | 1 - 3  | 0 - 3            |
| Constància          | 1 - 9  | Alicante       | 0 - 5  | 1 - 4            |
| Mérida              | 2 - 0  | Conquense      | 2 - 0  | 0 - 0            |
| Baza                | 3 - 2  | Marbella FC    | 0 - 0  | 3 - 2            |
| Tenisca             | 2 - 1  | Ourense        | 0 - 0  | 2 - 1            |
| Promesas Ponferrada | [ 1 ]  | Burgos         |        |                  |

## Primo turno
Le partite furono giocate il 31 agosto 2005. Le squadre che superarono il turno preliminare si qualificarono direttamente per il secondo turno.
| Squadra 1          | Risultato       | Squadra 2        |
| ------------------ | --------------- | ---------------- |
| Real Murcia        | 1 - 0           | Tenerife         |
| Lorca Deportiva CF | 1 - 2           | Ciudad de Murcia |
| Recreativo Huelva  | 3 - 2           | Elche            |
| Racing Ferrol      | 2 - 0           | Sporting Gijón   |
| Castellón          | 0 - 2           | UE Lleida        |
| Xerez              | 1 - 1 (4-2 dcr) | Real Valladolid  |
| Levante            | 0 - 1           | Eibar            |
| Hércules           | 0 - 1           | Gimnàstic        |
| Albacete           | 2 - 1           | Poli Ejido       |
| Almería            | 0 - 0 (1-3 dcr) | Numancia         |

## Secondo turno
Le partite furono giocate dal 14 al 15 settembre 2005.
| Squadra 1      | Risultato       | Squadra 2         |
| -------------- | --------------- | ----------------- |
| Baza           | 2 - 1           | Ciudad de Murcia  |
| Córdoba        | 0 - 3           | Gimnàstic         |
| Lemona         | 0 - 3           | UE Lleida         |
| Mérida         | 2 - 3           | Albacete          |
| Alcoyano       | 3 - 0           | Racing Ferrol     |
| Alcalá         | 2 - 4           | Xerez             |
| Águilas        | 1 - 1 (4-5 dcr) | Numancia          |
| Ceuta          | 0 - 1           | Eibar             |
| Rayo Vallecano | 1 - 0           | Real Oviedo       |
| Zamora CF      | 1 - 0           | Villajoyosa       |
| Portugalete    | 0 - 1           | Real Unión        |
| Burgos         | 3 - 1           | Salamanca UDS     |
| L'Hospitalet   | 2 - 0           | Pontevedra        |
| Terrassa       | 2 - 3           | Logroñés CF       |
| Almansa        | 1 - 2           | Las Palmas        |
| Tenisca        | 0 - 0 (3-2 dcr) | Real Murcia       |
| Alicante       | 2 - 0           | Recreativo Huelva |

## Terzo turno
Le partite furono giocate dal 19 al 20 ottobre 2005.
| Squadra 1      | Risultato       | Squadra 2        |
| -------------- | --------------- | ---------------- |
| Eibar          | 1 - 0           | Alavés           |
| Rayo Vallecano | 1 - 2           | Getafe           |
| Tenisca        | 1 - 3           | Celta Vigo       |
| Las Palmas     | 0 - 1           | Atlético Madrid  |
| Real Unión     | 0 - 1           | Athletic Bilbao  |
| Burgos         | 1 - 0           | Racing Santander |
| Zamora CF      | 1 - 1 (2-0 dcr) | Real Sociedad    |
| Alicante       | 1 - 1 (5-6 dcr) | Real Saragozza   |
| L'Hospitalet   | 4 - 3           | Gimnàstic        |
| Alcoyano       | 4 - 1           | Maiorca          |
| Baza           | 1 - 1 (4-3 dcr) | Malaga           |
| Albacete       | 1 - 3           | Cadice           |
| Xerez          | 3 - 2           | Numancia         |
| Logroñés CF    | 0 - 1           | UE Lleida        |

## Quarto turno
Le partite furono giocate dal 9 al 30 novembre 2005.
| Squadra 1    | Risultato       | Squadra 2       |
| ------------ | --------------- | --------------- |
| Baza         | 0 - 1           | Celta Vigo      |
| UE Lleida    | 2 - 4           | Getafe          |
| L'Hospitalet | 1 - 3           | Athletic Bilbao |
| Burgos       | 0 - 2           | Cadice          |
| Zamora CF    | 1 - 1 (4-3 dcr) | Eibar           |
| Xerez        | 2 - 2 (6-7 dcr) | Real Saragozza  |
| Alcoyano     | 0 - 1           | Atlético Madrid |

## Ottavi di finale
Le partite furono giocate dal 3 al 18 gennaio 2006.
| Squadra 1           | Totale | Squadra 2      | Andata | Ritorno |
| ------------------- | ------ | -------------- | ------ | ------- |
| Athletic Bilbao     | 0 - 5  | Real Madrid    | 0 - 1  | 0 - 4   |
| Zamora CF           | 1 - 9  | Barcellona     | 1 - 3  | 0 - 6   |
| Villarreal          | 0 - 3  | Valencia       | 0 - 2  | 0 - 1   |
| Celta Vigo          | 1 - 1  | Real Betis     | 1 - 1  | 0 - 0   |
| Getafe              | 3 - 4  | Espanyol       | 0 - 1  | 3 - 3   |
| Deportivo La Coruña | 4 - 2  | Osasuna        | 3 - 0  | 1 - 2   |
| Cadice              | 3 - 2  | Siviglia       | 3 - 2  | 0 - 0   |
| Atlético Madrid     | 2 - 3  | Real Saragozza | 0 - 1  | 2 - 2   |

## Quarti di finale
I quarti furono giocati dal 18 gennaio al 1º febbraio 2006.
| Squadra 1           | Totale | Squadra 2   | Andata | Ritorno |
| ------------------- | ------ | ----------- | ------ | ------- |
| Real Betis          | 0 - 2  | Real Madrid | 0 - 1  | 0 - 1   |
| Cadice              | 0 - 4  | Espanyol    | 0 - 2  | 0 - 2   |
| Real Saragozza      | 5 - 4  | Barcellona  | 4 - 2  | 1 - 2   |
| Deportivo La Coruña | 2 - 1  | Valencia    | 1 - 0  | 1 - 1   |

## Semifinali
Le semifinali furono giocate dall'8 febbraio al 15 marzo 2006.
| Squadra 1      | Totale | Squadra 2           | Andata | Ritorno |
| -------------- | ------ | ------------------- | ------ | ------- |
| Real Saragozza | 6 - 5  | Real Madrid         | 6 - 1  | 0 - 4   |
| Espanyol       | 2 - 1  | Deportivo La Coruña | 2 - 1  | 0 - 0   |

## Finale
| Squadra 1 | Risultato | Squadra 2      |
| --------- | --------- | -------------- |
| Espanyol  | 4 - 1     | Real Saragozza |

| Arbitro: | Luis Medina Cantalejo |

|                                        |           |              |
| Tamudo 2’ Luis García 33’ 86’ Coro 71’ | Marcatori | 28’ Ewerthon |

## Classifica marcatori
| Gol |  |  | Giocatore      | Squadra        |
| --- |  |  | -------------- | -------------- |
| 8   |  |  | Ewerthon       | Real Saragozza |
| 6   |  |  | Diego Milito   | Real Saragozza |
| 5   |  |  | Sergio Mesa    | Alcoyano       |
| 4   |  |  | Henrik Larsson | Barcellona     |
| 4   |  |  | Jesús Perera   | Celta Vigo     |
| 4   |  |  | Robinho        | Real Madrid    |